# Mairie de Pankow
La mairie de Pankow (Rathaus Pankow) est le centre administratif (Bezirksamt) de l'arrondissement de Pankow ainsi que le siège du maire et du conseil municipal d'arrondissement.

## Localisation
La mairie est située à l'adresse Breite Straße 24a/26, 13187 Berlin-Pankow, au nord-est de la gare de Berlin Wollankstraße (Ligne 1, 25 et 85 du S-Bahn de Berlin) et au nord-ouest de la gare de Berlin-Pankow (ligne 2, 8 et 9) ainsi que de la station de métro Pankow sur la ligne 2. L'ensemble du complexe est classé depuis les années 1970 comme Baudenkmal (monument architectural).

## Histoire
L'hôtel de ville d'origine a été construit en 1901-1903 selon les plans de Wilhelm Johow dans un style typique du début du XXe siècle combinant des éléments architecturaux néo-gothique, néo-baroque et Art nouveau. Son parement extérieur est constitué de klinker rouges sur une maçonnerie de briques.
Au coin de la rue Neue Schönholzer se dresse une extension construite a posteriori en 1927 par Alexander Poeschke et Rudolf Klante.

## Administration
La mairie de Pankow est le principal centre administratif de l'arrondissement de Pankow. C'est le siège du bureau du maire (Bezirksbürgermeister), du conseil municipal de l'arrondissement (Bezirksstadtrat) et de l'assemblée des délégués d'arrondissement (Bezirksverordnetenversammlung - BVV). Le principal Bürgeramt de Pankow se trouve également dans les locaux de la mairie.
Les anciennes mairies des districts de Prenzlauer Berg et Weißensee servent désormais de Bürgerämter annexes.

### Conseil municipal

Les 55 délégués élus pour la période 2016-2021 et leurs couleurs partisanes respectives :
Die Linke 13
SPD 12
Grüne 12
CDU 8
AfD 8
FDP 2

Le conseil d'arrondissement est nommé par 55 délégués bénévoles élus pour cinq ans. La dernière élection a eu lieu le 18 septembre 2016, en parallèle des élections législatives.
Le conseil municipal d'arrondissement actuel est composé comme suit :
- Sören Benn (Linke), maire d'arrondissement, conseiller municipal délégué à la culture, aux finances et aux ressources humaines
- Vollrad Kuhn (Grüne), adjoint au maire, conseiller municipal délégué au développement urbain et aux services sociaux
- Rona Tietje (SPD), conseillère municipale déléguée à la jeunesse, à l'économie et aux affaires sociales
- Daniel Krüger (AfD), conseiller municipal délégué à l'environnement et à la sécurité publique
- Dr. Torsten Kühne (CDU), conseiller municipal délégué à l'école, au sport, à la santé et aux services généraux

### Liste des maires successifs
Le bourgmestre de Pankow Richard Gottschalk (en poste de 1900 à 1906) s'est particulièrement impliqué pour réaliser le nouvel hôtel de ville. Son successeur Wilhelm Kuhr (en poste de 1906 à 1914) a été le premier à avoir ses bureaux dans l'hôtel de ville pendant toute la durée de son mandat. Le dernier bourgmestre de Pankow est Gustav Stawitz de 1914 à 1921. Il gardera son poste pendant quatre ans après l'intégration à Berlin et la transformation de l'hôtel de ville en mairie d'arrondissement. Le premier maire élu après le Réunification est Harald Lüderitz en juin 1990.
L'histoire politique de Pankow est marquée par une orientation à gauche. Même après la fin du parti unique de la RDA à la Réunification, le pouvoir a été tenu par les sociaux démocrates, et dernièrement par le parti de gauche antilibéral.
| Maire (parti)                     | Mandature       |
| --------------------------------- | --------------- |
| Gustav Stawitz                    | 1920–1924       |
| Wilhelm Kubig                     | 1924–1924       |
| Hans Meißner (DVP/NSDAP)          | 1924–1944       |
| Bernhard Ahmels (NSDAP)           | 1944–1945       |
| Bruno Mätzchen (KPD/SED)          | 06/1945–11/1946 |
| Erich Ryneck (SPD)                | 11/1946–12/1948 |
| Otto-Heinz Gahren (LDP)           | 12/1948–1950    |
| Hermann Selbach (LDP)             | 1950–1951       |
| Martin Dietrich (LDP)             | 1951–1952       |
| Friedel Weiss (SED)               | 1953–1961       |
| Gerhard Kirchbaum (SED)           | 1961–1971       |
| Horst Ansorge (SED)               | 1971–1981       |
| Hans Walter (SED)                 | 1981–1988       |
| Heinz Mohn (SED)                  | 1988–1989       |
| Uwe Hauser (PDS)                  | 12/1989–02/1990 |
| Nils Busch-Petersen (sans parti)  | 03/1990—05/1990 |
| Harald Lüderitz (SPD)             | 06/1990–1992    |
| Jörg Richter (SPD)                | 1992–1999       |
| Gisela Grunwald (PDS)             | 1999–2001       |
| Alex Lubawinski (SPD)             | 2001–2002       |
| Burkhard Kleinert (PDS/Die Linke) | 2002–2006       |
| Matthias Köhne (SPD)              | 11/2006–11/2016 |
| Sören Benn (Die Linke)            | depuis 12/2016  |